# 21634 Huangweikang
A 21634 Huangweikang (ideiglenes jelöléssel 1999 NB18) a Naprendszer kisbolygóövében található aszteroida. A LINEAR projekt keretében fedezték fel 1999. július 14-én.